# Johann Tschopp
Johann Tschopp (Miège, Suiza, 1 de julio de 1982) es un ciclista suizo que fue profesional entre 2004 y 2014.

## Biografía
Originario de Miège, comienza su carrera en el ciclocrós. 
Contratado por un equipo sub-23, fue 2.º en la carrera de Sierre-Loye en 2003, 2.º en el Campeonato de Suiza de montaña y 3.º en el Campeonato de Suiza de cross (amateurs). También participó en el Campeonato del Mundo de ciclocrós en 2003 en Monopoli.
Debutó como profesional en 2004 con el equipo Phonak, fue contratado por el equipo francés Bbox Bouygues Telecom por 2 años a finales de 2006 cuando Phonak desapareció.
Se llevó la vigésima etapa del Giro de Italia 2010, justo antes de escaparse en el Paso Gavia, que cruzó primero por delante de Gilberto Simoni.

## Palmarés
2009
- 1 etapa de la Tropicale Amissa Bongo

2010
- 1 etapa del Giro de Italia

2012
- Tour de Utah, más 1 etapa

## Resultados en Grandes Vueltas y Campeonatos del Mundo
| Carrera         | Carrera         | 2004 | 2005 | 2006 | 2007 | 2008 | 2009  | 2010 | 2011 | 2012 | 2013 | 2014 |
| --------------- | --------------- | ---- | ---- | ---- | ---- | ---- | ----- | ---- | ---- | ---- | ---- | ---- |
|                 | Giro de Italia  | —    | 41.º | 45.º | —    | —    | 126.º | 34.º | 15.º | 14.º | —    | —    |
|                 | Tour de Francia | —    | —    | —    | 93.º | 52.º | —     | —    | —    | —    | —    | —    |
|                 | Vuelta a España | —    | —    | —    | —    | —    | —     | 81.º | Ab.  | —    | —    | Ab.  |
| Mundial en Ruta | Mundial en Ruta | Ab.  | —    | —    | —    | —    | —     | —    | —    | —    | —    | —    |

—: no participa

Ab.: abandono